# 적응형 웹 디자인
적응형 웹 디자인(Adaptive web design, AWD)이란 서버나 클라이언트에서 웹에 접근한 디바이스를 체크하여 그 디바이스에 최적화된 미리 정해 놓은 각 디바이스의 디스플레이에 맞는 웹을 보여주는 디자인을 의미한다.
적응형 웹이라는 용어는 2011년에 출간한 Aaron Gustofson의 책 Adaptive Web Design : Crafting Rich Experiences with Progressive Enhancement'를 통해 알려졌다.

## 적응형 웹의 특징
1. 기획 첫 단계부터 기기에 알맞은 해상도를 고려하므로 콘텐츠 양이 많을 경우 화면에 담길 콘텐츠의 양을 조절하고 기기에 최적화된 디자인을 함으로 가독성을 높이는데 반응형 웹에 비해 자유롭다.
2. 그리드 형태의 데이터 표현이 빈번할 경우 디바이스 화면 사이즈에 맞는 열의 개수를 감안해 디자인함으로 반응형 웹에서 스크롤이 생기거나 해상도에 따라 열의 데이터가 안보이는 경우가 생기는 불편함을 해소할 수 있다.
3. 해당하는 기기의 CSS스타일과 소스만 로드하므로 CSS스타일과 소스들을 전부 로딩하는 반응형 웹에 비해 시스템 성능에 끼치는 영향을 줄일수 있다.